# 1992 WG3
1992 WG3 är en asteroid i huvudbältet som upptäcktes den 18 november 1992 av de båda japanska astronomerna Seiji Ueda och Hiroshi Kaneda i Kushiro.
Den tillhör asteroidgruppen Nysa.